# Nielsonia pretensa
Nielsonia pretensa är en insektsart som beskrevs av Young 1977. Nielsonia pretensa ingår i släktet Nielsonia och familjen dvärgstritar. Inga underarter finns listade i Catalogue of Life.